# Acianthera pardipes
Acianthera pardipes  es una especie de orquídea epifita originaria de  Brasil donde se encuentra en la Mata Atlántica.

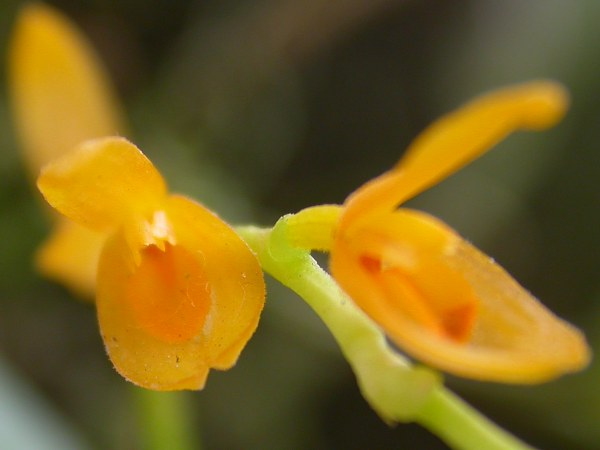
Detalle de la flor

## Descripción
Es una orquídea de pequeño tamaño, con hábito epífita que prefiere el clima  fresco, con crecimiento erguido, robusto, levemente comprimido en el ápice, los ramicaules envueltos basalmente por 2 fundas manchadas marrones y que llevan una sola hoja, apical, erecta, coriácea , oblonga, bidentada apical, basal redondeada a alargada, pecioladas en la base. Florece en el otoño en algunas inflorescencias, más cortas que la hoja, algunas inflorescencia  a través de una pequeña espata, aguda y  más corta que las brácteas florales.

## Distribución y hábitat
Se encuentra en Río de Janeiro y Santa Catarina de Brasil. 

## Taxonomía
Acianthera pardipes fue descrita por (Rchb.f.) Pridgeon & M.W.Chase  y publicado en Lindleyana 16(4): 245. 2001.
Etimología
Acianthera: nombre genérico que es una referencia a la posición de las anteras de algunas de sus especies.
pardipes: epíteto
Sinonimia
- Pleurothallis pardipes Rchb.f.	[4][5]